# زنبورماهی گوژپشت
زنبورماهی گوژپشت(نام علمی: Cheroscorpaena tridactyla) نام یک گونه از تیره عقرب‌ماهیان است.